# Antonino Fogliani
Antonino Fogliani (Mesina, 29 de junio de 1976) es un director de orquesta.
Antonino Fogliani es un director de orquesta italiano instruido en el conservatorio Giuseppe Verdi.

## Biografía

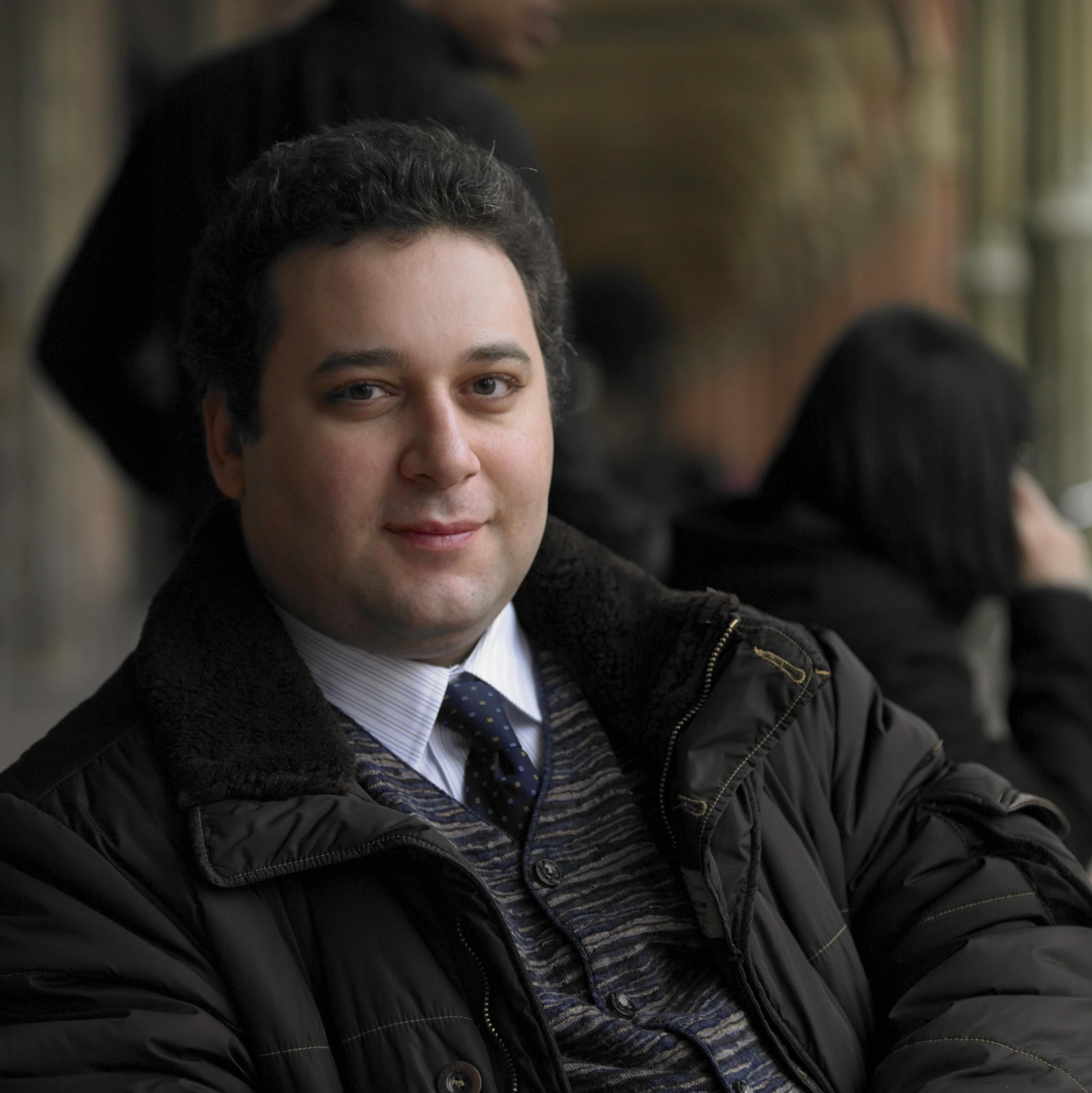
Antonino Fogliani (Foto P. Ketterer)

Completó sus estudios musicales en la composición en el Conservatorio "GB Martini" de Bolonia con Francesco Carluccio y se graduó con honores en dirección orquestal en el Conservatorio "G. Verdi" de Milán, bajo la dirección de Vittorio Parisi. Mejoró en la Accademia Musicale Chigiana de Siena con Gianluigi Gelmetti para llevar a cabo y Franco Donatoni y Ennio Morricone para la composición. Su debut en 2001 el Rossini Opera Festival de Pesaro, Il viaggio a Reims fue el comienzo de una carrera internacional que lo vio en el podio en los teatros más importantes. Ha dirigido producciones como Ugo conte di Parigi y Maria Stuarda de Gaetano Donizetti en la Scala, Amica de Pietro Mascagni y Mosè in Egitto de Gioachino Rossini en la Ópera de Roma, Lucia di Lammermoor en St. Gallen, el Oberto conte di San Bonifacio de Giuseppe Verdi en el Teatro Filarmónica de Verona, El Barbero de Sevilla en el Teatro La Fenice en Venecia, La Sonnambula en el Teatro Calderón de Valladolid. En 2005 dirigió el Teatro San Carlo de Nápoles Socrate immaginario de Paisiello, nueva versión desarrollado por Roberto De Simone: el trabajo se reanudó en la temporada 2006/07 del Teatro alla Scala de Milán. Debutó en los Estados Unidos de América con la ópera Lucia di Lammermoor en el área de Houston (HGO). Con Aida se estrenó en 2012 en el Teatro Regio de Parma Verdi añadió el título de la imposición directa con otras existentes (Rigoletto, Giovanna d'Arco, La Battaglia di Legnano, La Traviata, I masnadieri, I Lombardi alla prima crociata). En el Festival Rossini in Wildbad en Alemania, donde desde 2011 es Director musical, ha dirigido y grabado varios títulos en el repertorio de Rossini (Otello, Il signor Bruschino, La scala di seta, L'occasione fa il ladro, Edipo Coloneo, Ciro in Babilonia, La Cenerentola, Il turco in Italia, Semiramide, Adina), así como algunas primeras actuaciones moderna en Mercadante (Don Chisciotte alle nozze di Gamaccio e I briganti) y Vaccai (La sposa di Mesina). En 2011 orquestó los siete números (la versión orquestal de la que se había perdido) que el compositor boloñesa Giovanni Tadolini escribió en 1833 por el Stabat Mater de Gioachino Rossini, proponiendo el mismo año en la primera carrera en el Festival Rossini in Wildbad. También se activa en el repertorio sinfónico ha actuado con prestigiosas orquestas como la Orquesta Nacional de Santa Cecilia y la Orquesta de la Ópera de Roma, la Orquesta del Teatro Comunale de Bolonia, la Orquesta del Teatro San Carlo de Nápoles, la Orquesta Sinfónica Toscanini de Parma Fundación, la Orquesta Regionale Toscana en Florencia, la Orquesta Filarmónica del Teatro Massimo "V. Bellini" de Catania, la Orquesta del Teatro alla Scala, "Las Tardes Musicales" en Milán, las orquestas españolas de La Coruña, Tenerife y Castilla y León, la Orquesta del Teatro Municipal de Santiago de Chile, la Orquesta Sinfónica de Sídney, el Ensemble Orchestral de Paris, la Orchestre de Bretagne y la Philharmonie Reutlingen Württembergische. Ha grabado para Naxos, Dynamic, Arthaus Musik, y Bongiovanni. Desde 2022 es profesor de dirección orquestal en el Conservatorio "A. Scarlatti" de Palermo. Él vive en Lugano.

## Repertorio
- Vincenzo Bellini: Bianca e Fernando, I Capuleti e i Montecchi, Norma, La Sonnambula, Il Pirata
- Georges Bizet: Carmen
- Domenico Cimarosa: Il marito disperato
- Gaetano Donizetti: Anna Bolena, Don Pasquale, Il diluvio universale, L'elisir d'amore, La Fille du régiment, Lucia di Lammermoor, Maria di Rohan, Maria Stuarda, Rita, Roberto Devereux, Ugo conte di Parigi
- Charles Gounod: Faust
- Franz Lehàr: La vedova allegra, Il paese del sorriso
- Ruggero Leoncavallo: I Pagliacci
- Pietro Mascagni: Amica, Cavalleria rusticana, L'amico Fritz
- Saverio Mercadante: Don Chisciotte alle nozze di Gamaccio, I Briganti
- Francesco Morlacchi: Tebaldo e Isolina
- Wolfgang Amadeus Mozart: Le nozze di Figaro, Don Giovanni, Così fan tutte, Die Zauberflöte
- Giovanni Paisiello: Socrate immaginario
- Stefano Pavesi: Il trionfo delle belle
- Francis Poulenc: La Voix Humaine
- Giacomo Puccini: Gianni Schicchi, La Bohème, Madama Butterfly, Tosca, La fanciulla del West, Turandot
- Gioachino Rossini: Adina, Bianca e Falliero, Il signor Bruschino, La Cenerentola, Il viaggio a Reims, Le comte Ory, Ciro in Babilonia, Il turco in Italia, La cambiale di matrimonio, L’occasione fa il ladro, L'inganno felice, Maometto secondo, Mosè in Egitto, La scala di seta, Il barbiere di Siviglia, Otello, Edipo Coloneo, L’italiana in Algeri, Sigismondo, Semiramide, Guillaume Tell, Stabat Mater
- Camille Saint-Saëns: Samson et Dalila
- Richard Strauss: Ariadne auf Naxos
- Nicola Vaccaj: La sposa di Mesina
- Giuseppe Verdi: Aida, Attila, Giovanna d'Arco, I Lombardi alla prima crociata, I Masnadieri, Macbeth, Nabucco, La battaglia di Legnano, La Traviata, Oberto conte di San Bonifacio, Otello, Rigoletto
- Richard Wagner: Der fliegende Holländer

## Discografía
- G. Donizetti, Ugo conte di Parigi, CD Dynamic (2004)
- G. Rossini, Ciro in Babilonia, CD Naxos (2005)
- D. Cimarosa, Il marito disperato, CD Bongiovanni (2006)
- G. Rossini, Mosè in Egitto, CD Naxos (2007)
- Gaetano Donizetti. Maria Stuarda /Antonino Fogliani. Teatro alla Scala, CD/DVD Musicom/Rai Trade (2008)
- G. Rossini,Otello, CD Naxos (2010)
- G. Donizetti, Lucia di Lammermoor, CD Naxos (2011)
- N. Vaccaj, La sposa di Mesina, CD Naxos (2012)
- S. Mercadante, Don Chisciotte alle nozze di Gamaccio, CD Naxos (2012)
- G. Rossini, L'occasione fa il ladro, CD Naxos (2012)
- G. Rossini, Semiramide, CD Naxos (2013)
- BEL CANTO BULLY - The musical legacy of the legendary opera impresario Domenico Barbaja, CD Naxos (2013)
- G. Verdi, Aida, CD C Major (2014)
- S. Mercadante, I Briganti, CD Naxos (2014)
- G. Rossini, Guillaume Tell, CD Naxos (2015)
- G. Rossini, Il viaggio a Reims, CD Naxos (2016)
- G. Rossini, Stabat Mater, CD Naxos (2016)
- G. Rossini, Sigismondo, CD Naxos (2017)
- V. Bellini, Bianca e Gernando, CD Naxos (2017)
- G. Rossini, Bianca e Falliero, CD Naxos (2017)
- G. Rossini, Maometto II, CD Naxos (2018)
- G. Rossini, Il barbiere di Siviglia, CD Dynamic (2020)
- F. Morlacchi, Tebaldo e Isolina, CD Naxos (2020)
- M. Taralli, Cantus Bononiæ Missa Sancti Petronii, CD Tactus (2022)
- G. Rossini, Elisabetta regina d'Inghilterra, CD Naxos (2024)
- G. Rossini, Ermione, CD Naxos (2024)
- SAIMIR - Saimir Pirgu, Orquestra de la Comunitat Valenciana, Antonino Fogliani - OPUS ARTE (2024)

## Filmografía
- G. Donizetti, Lucia di Lammermoor, DVD Dynamic (2006)
- G. Donizetti, Maria Stuarda, DVD ARTHAUS MUSIK (2009)
- G. Rossini, Il barbiere di Siviglia, DVD Dynamic (2009)
- G. Verdi, Aida, DVD/Blu-Ray UNITEL (2012)
- G. Rossini, Guillaume Tell, DVD Bongiovanni (2015)
- G. Rossini, L'inganno felice, DVD Dynamic (2016)